# ハンニチバナ科
ハンニチバナ科（ハンニチバナか、Cistaceae、英名rock-rose family）は、APG分類体系でアオイ目（旧来の分類体系であるクロンキスト体系や新エングラー体系ではスミレ目）に属する植物のひとつ。ごく小さな科で、開花期には花で覆われる美しい灌木になることで知られる。8属170-200種からなり、ヨーロッパと地中海沿岸の温暖な地域に主に分布するが、北アメリカにもあり、少数の種は南アメリカに分布する。

## 特徴
ハンニチバナ科のほとんどは亜低木または背の低い灌木で、一部は草本である。日当たりがよく乾燥した生息場所を好む。ハンニチバナ科植物は貧栄養土壌でもよく生育し、園芸植物として栽培されるものも多い。属間交配による園芸種も作出されている。常緑小低木または多年草で、科名の通り一日花であるが、次から次へと開花し、大輪で美しい物が多く、欧米では花壇やロックガーデン用の花として親しまれている。しかし、ほとんどの種が高温多湿に弱く、石灰質のアルカリ性土壌を好み、日本の夏が多湿な気候や火山灰土の酸性土壌が多い土質に合わないため、日本ではほとんど栽培されていない。
黄色やピンク、白の目立つ花を付けるものが多い。両性の整正花で、単独でつくか集散花序になる。花弁は通常5枚で、Lecheaでは3枚である。離弁花で、通常蕾の中ではしわになっており、時には開いた花でもそうである(たとえばCistus incanus)。萼片は5枚で、内側の3枚は明らかに幅広く、外側に２枚は幅が狭く小苞と見なされることもある。この萼片の配置は本科に特有の性質である。
雄蘂は多数で、長さはまちまちで円盤上に付き、花糸は分離している。子房は上位で心皮は通常3枚である。胎座型は側膜胎座で、それぞれの胎座に二つかそれ以上の胚珠がある。果実は蒴果で、通常5または10室ある（ハンニチバナ属では3）。種子は小さく、表面は堅く非透水性で、重量は1mg内外である(Thanos et al., 1992; Heywood, 1993; Hutchinson, 1973; Judd et al., 2002; Mabberley, 1997)。

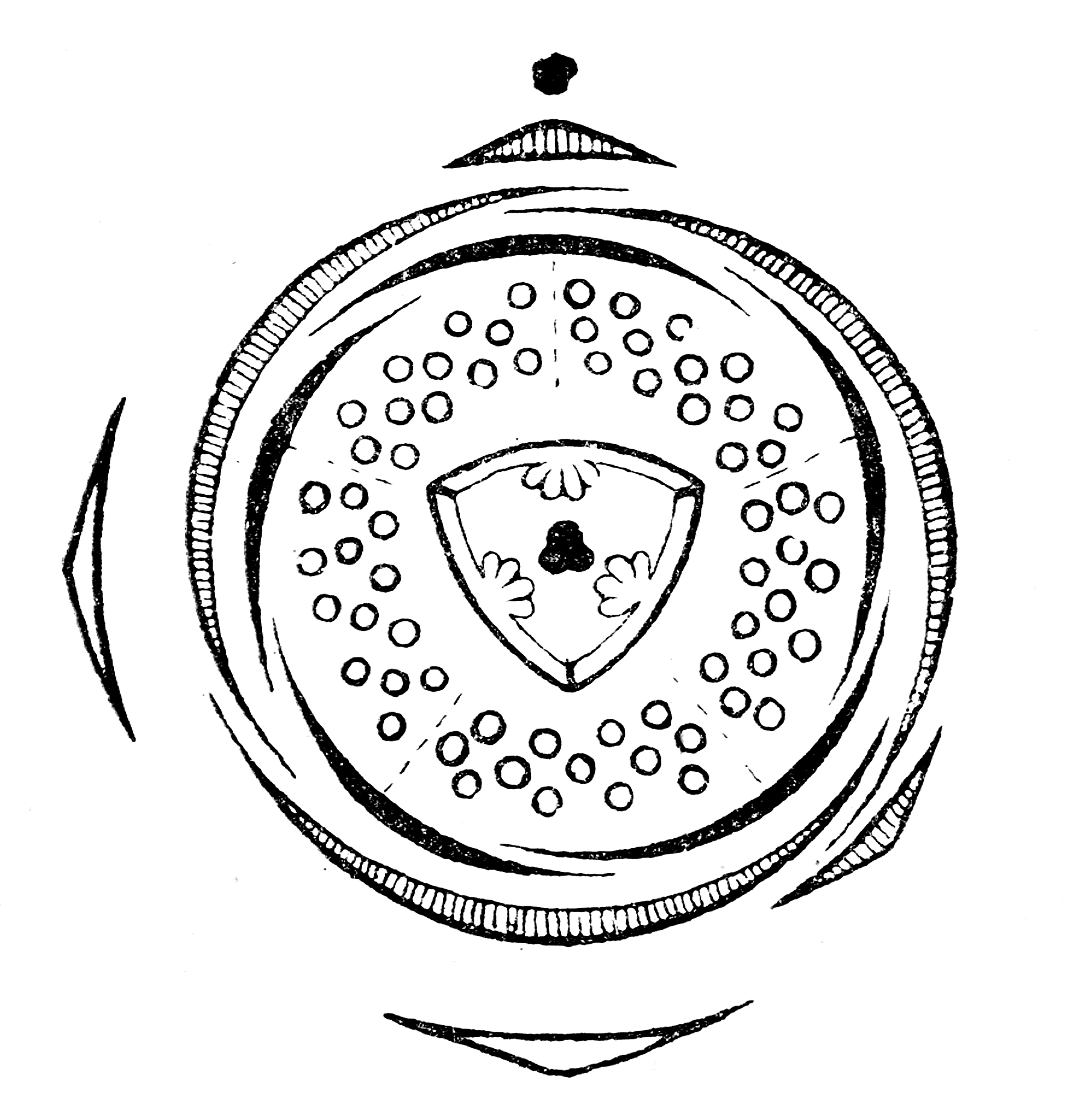
Helianthemum nummularium (L.) の花式図

## 生態
ハンニチバナ科が地中海性の生息場所の多くで繁栄しているのは、二つの重要な生態学的特徴、菌根性であることと、山火事からの回復の早さとによるものである。
ほとんどのハンニチバナ科植物は、Tuberセイヨウショウロ属菌と共生することができる(Chevalier et al., 1975; Giovannetti and Fontana, 1982)。この共生関係において、菌は土壌から水分と無機栄養を吸収するという根の役割を助けており、それによって宿主植物は非常に貧栄養な土壌で生息することができる。それに加えて、T. melanosporumの興味深い特徴として、菌糸体の届く範囲内の宿主以外の植物を殺すというものがあり、これによって宿主はその周辺においてある種の「独占」をすることができる(Giovannetti and Fontana, 1982)。
また、山火事はしばしば広大な森林を燃やし尽くすが、ハンニチバナ科はこれにも非常に適応している。生長期のうちに種子を土壌中に散布するが、それらはその次のシーズンには発芽しない。種子表面は堅くて非透水性であり、長い期間休眠している。このこととその小ささとにより、地中深くに大量のシードバンクを形成することができる。山火事で地表の植生が失われると、熱の影響で種子表面は柔らかくなるかひびが入るかして、生き残ったものはまもなく発芽する。このような機構により、ハンニチバナ科はふさわしい時期に同時に多数の若い個体を作り出すことができ、その領域に再定着する上でほかの植物に対し大きな利益を得ることができる(Thanos et al., 1992; Ferrandis et al., 1999)。

## 栽培と利用
Cistusゴジアオイ属、Halimium属、Helianthemumハンニチバナ属は観賞植物として広く栽培されている。あまり土を選ばず頑健であることから、北ヨーロッパやイギリスの雪の降る冬でさえも生き延びることができる。
いくつかのゴジアオイ属植物、たいていの場合はC. ladaniferが芳香性の樹脂を生産するのに用いられ、それは香料の生産に利用される。
ハンニチバナ科植物はトリュフ類(Tuber)と菌根を形成する能力があり、何人かの研究者がこれをトリュフ栽培の宿主植物に用いることを試みた。ゴジアオイ属は灌木であり、伝統的な宿主、例えばオーク(Quercus)やマツ(Pinus)より占めるスペースが少なく、土地面積あたりより多い収量が期待された。それにもかかわらず、この方向での商業的利用はおこなわれていない。

## 象徴として
ビクトリア時代の花言葉では、ハンニチバナ科植物のgum cistus(C. ladanifer)は速やかな死を象徴した。文字通り「私は明日死ぬだろう」である。

## 属
- Atlanthemum
- ゴジアオイ属 (Cistus) - 別名・ロックローズ
- Fumana
- ハリミウム属 (Halimium)
- ハンニチバナ属（英語版）（ヘリアンセマム属） (Helianthemum)
- Hudsonia
- Lechea
- Therocistus
- Turberaria

### 属の異名
ハンニチバナ科の以下の属名は様々な文献で定義されている(IPNI, 2004)が、それらの構成種は後の研究により８つの認められた属に含まれる種の異名であるとされた。
Anthelis -- Aphananthemum -- Atlanthemum -- Crocanthemum -- Fumanopsis -- Gaura -- Helianthemon -- Hemiptelea -- Heteromeris -- Horanthes -- Horanthus -- Ladanium -- Ladanum -- Lecheoides -- Lechidium -- Ledonia -- Libanotis -- Planera -- Platonia -- Pomelina -- Psistina -- Psistus -- Rhodax -- Rhodocistus -- Stegitris -- Stephanocarpus -- Strobon -- Taeniostema -- Therocistus -- Trichasterophyllum -- Xolantha -- Xolanthes

## 文献
- Chevalier, G., D. Mousain, Y. Couteaudier (1975). Associations ectomycorhiziennes entre Tubéracées et Cistacées. Annales de Phytopathologie 7(4), 355-356.
- Ferrandis, P., J. M. Herrantz, J. J. Martínez-Sánchez (1999). Effect of fire on hard-coated Cistaceae seed banks and its influence on techniques for quantifying seed banks. Plant Ecology 144 (1): 103-114. (Available online: DOI | Abstract | Full text (PDF))
- Giovannetti, G., A. Fontana (1982). Mycorrhizal synthesis between Cistaceae and Tuberaceae. New Phytologist 92, 533-537.
- Heywood, V. H. (ed.) (1993). Flowering plants of the world, pp. 108-109. London: Batsford. ISBN 0-19-521037-9.
- Hutchinson, J. (1973). The families of flowering plants: arranged according to a new system based on their probable phylogeny (3rd ed.), pp. 254-255. Oxford: Clarendon. ISBN 0-19-854377-8.
- IPNI (2004). The International Plant Names Index - Record on Cistaceae. Retrieved Nov. 15, 2004.
- Judd W. S., C. S. Campbell, E. A. Kellogg, P. F. Stevens, M. J. Donoghue (2002). Plant Systematics: A Phylogenetic Approach, 2nd edition, pp. 409-410 (Cistaceae). Sunderland, Massachusetts: Sinauer Associates. ISBN 0-87893-403-0.
- Jussieu, Antoine Laurent de (1789). Genera Plantarum: 294. Parisiis.
- Kew (2004). List of genera in Cistaceae, in Vascular Plant Families and Genera Database, Royal Botanic Gardens, Kew. Retrieved Nov. 15, 2004.
- Mabberley, D. J. (1997). The plant-book: a portable dictionary of the vascular plants (2nd ed.), p. 160. New York: Cambridge University Press. ISBN 0-521-41421-0.
- Thanos, C. A., K. Georghiou, C. Kadis, C. Pantazi (1992). Cistaceae: a plant family with hard seeds. Israel Journal of Botany 41 (4-6): 251-263. (Available online: Abstract | Full text (PDF))